# Sally Noach

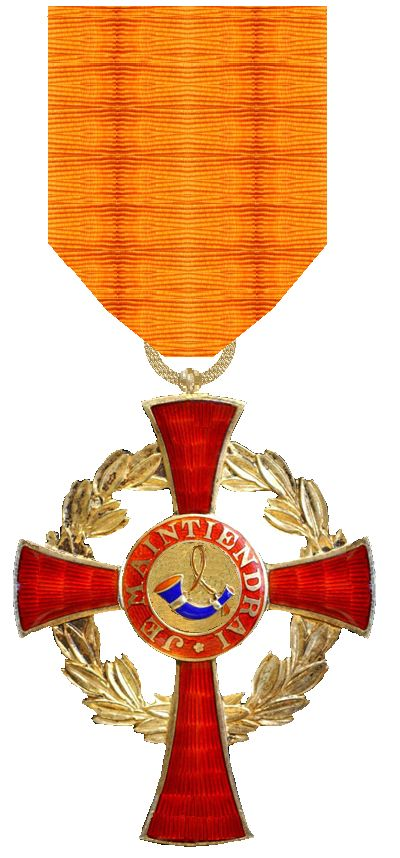
Erekruis Huisorde van Oranje

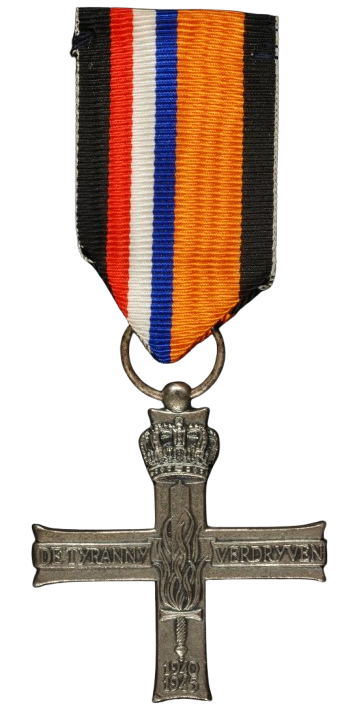
Verzetsherdenkingskruis

Salomon 'Sally' Jakob Noach (Zutphen, 28 december 1909 – Amsterdam, 30 maart 1980) was een tapijthandelaar in Nederland. Hij was tijdens de Tweede Wereldoorlog actief in Lyon, in Vichy-Frankrijk, waar hij honderden Nederlandse vluchtelingen en andere gearresteerden hielp weg te vluchten.

## Levensloop
Noach was de zoon van een Joodse tapijthandelaar in Zutphen, Jakob Abraham Noach, en van Sophie Belia Spier. Hij had vier broers en een zus. Noach verliet school op twaalfjarige leeftijd om te werken als ober in de Zevenaarse stationsrestauratie. Zijn ouders weken uit naar Brussel, België, om commerciële redenen voor hun tapijthandel (1927). Noach ging hen achterna om met hen te werken. Noach bezocht de klanten in het Gentse.
In 1929 verlegde Noach zijn zakenactiviteiten naar Rijsel, in Noord-Frankrijk. Twee van zijn broers waren er al actief. Hier leerde hij Frans. In 1940 keerde hij naar Brussel terug; hij was de enige van de kinderen die toen ongehuwd was. Op 10 mei 1940 vielen de Duitsers België binnen. Noach vluchtte met de trein naar Parijs op 13 mei 1940; zijn ouders wilden in Brussel blijven door ziekte van moeder. De trein kwam nooit aan in Parijs want er heerste chaos toen Franse agenten paspoortcontroles uitvoerden. Na vier dagen omzwerven kwam de trein aan in Castelnaudary, een dorp in de Pyreneeën. Noach belandde vervolgens op het Nederlandse consulaat in Toulouse bij ereconsul van Dobben, die hem niet kon helpen omdat daar geen instructies voor waren. 
In de chaos van de vluchtelingenstroom ging Noach naar het Nederlandse consulaat in Lyon. In Lyon had hij handelsrelaties van voor de oorlog. Omdat hij Frans sprak kon hij er Nederlandse vluchtelingen helpen. Noach werd aangeworven op het consulaat na zijn aanmelding, door de alleen Frans sprekende consul, doch als een onbezoldigde tolk en vertaler. Zijn brood won hij door een tapijt- en stoffenhandel te starten in Lyon. Lyon behoorde tot Vichy-Frankrijk. Via het consulaat kwam hij in contact met kampcommandanten waar Nederlanders opgesloten zaten. In 1941 schafte het Vichy-regime het consulaat der Nederlanden af. Het heette verder ‘Office Néerlandais’ of ‘Nederlands Bureau’. Noach hielp herhaaldelijk Nederlanders aan papieren om Vichy-Frankrijk te verlaten, naast hulp die hij bood in de vorm van brood, onderdak en wat zakgeld. In gevangenenkampen zoals Mâcon en Lons-le-Saunier en in de gevangenis van Annecy kon hij Nederlanders uit de gevangenschap halen door grenspasjes voor te leggen. Onder de vluchtelingen waren er Engelandvaarders. Met moeite kon Noach visa voor hen verkrijgen voor Spanje of Portugal en voor Zwitserland. Op de visa wijzigde hij Joods klinkende namen en de religie. Van 1941 tot 1942 steeg het aantal Joodse Nederlanders op de vlucht naar het zuiden. De politie in Lyon kreeg lucht van de praktijken op het Nederlands Bureau. Noach wijzigde zijn identiteit in ‘Jean Desbonnets’ zodat hij onverdacht kon onderhandelen met politiefunctionarissen. Soms blufte hij zich naar binnen alsof hij diplomaat was. 
Op 30 augustus 1942 had de eerste razzia in Lyon plaats waarin Joden werden opgepakt. Noach poogde andermaal Nederlanders vrij te krijgen.  In Lyon werden Noachs activiteiten verdacht in de ogen van het Vichy-regime. Met de nodige stempels lukte het hem tijdig via Spanje en Portugal naar Engeland te reizen. Op 11 november 1942 viel Nazi-Duitsland Vichy-Frankrijk binnen. 
Begin 1943 bereikte Noach Londen. Hij zocht contact met Engelandvaarders, die bijeen kwamen in Oranjehaven in Londen. Hij gaf informatie over de situatie in Lyon aan Nederlandse en Britse inlichtingendiensten. Hiervoor werd hij ontvangen bij koningin Wilhelmina en bij prinses Juliana, als zij daar was. In Londen vernam hij dat zijn ouders op 10 september 1942 in Auschwitz vermoord waren. Hij leerde Nederlands aan Dorothy Sherston.
Na het einde van de Tweede Wereldoorlog bleef Noach in Londen. Hij startte een tapijtenhandel; zo kocht hij een eerste lading in Perzië al in het jaar 1945. Hij huwde er in 1946 met Annie Visser, secretaris van Nederlandse ministeries in Londen.
In 1947 ging hij met vrouw en zoon naar Amsterdam. Hij startte een tapijtenzaak met winkels in Amsterdam, Utrecht, Den Haag en Arnhem.
In 1969, bij zijn zestigste verjaardag, werd Noach uitgenodigd op Paleis Soestdijk. Koningin Juliana en prins Bernhard overhandigden hem het erekruis in de Huisorde van Oranje. Na afloop was er voor hem een onverwachte feestelijke bijeenkomst met Engelandvaarders georganiseerd door zijn echtgenote in het Doelen Hotel te Amsterdam.
Hij publiceerde in 1971 zijn oorlogsmemoires onder de titel ‘Het moest gedaan worden’. De voormalige politiecommissaris in Lyon Noël Sergent schreef in zijn memoires getiteld ‘Moments vécus sous l’occupation nazie’ dat hij Noach zowat tweehonderd blanco grensformulieren heeft gegeven. naast de blanco identiteitspapieren die Noach kocht bij boekhandels. 
In 1980 overleed Noach op 70-jarige leeftijd in Amsterdam. Hij werd begraven op de Liberaal Joodse Begraafplaats Gan Hasjalom aan de Vijfhuizerweg in Hoofddorp.

## Postuum
Op 11 december 1981 werd hem postuum het Verzetsherdenkingskruis toegekend. 
Zijn dochter Lady Irene Hatter liet in 2018 door regisseuse Lucile Smith een documentaire over hem maken Forgotten Soldier.;
Zijn zoon Jacques Noach publiceerde in 2022 een boek over het levensverhaal van zijn vader getiteld ‘Het ongeloof. Sally Noach hielp honderden Joodse en niet-Joodse Nederlanders vluchten.’ Dit boek maakt melding van antisemitisch gedrag bij sommige Nederlandse diplomaten in Lissabon en Londen tijdens de oorlogsjaren.

## Publicaties
- Sally Noach, Het moest gedaan worden, opgetekend door M.G. Haringman[9], met een woord vooraf door J. Soetendorp. Apeldoorn, Semper agendo, 1971.
- Jacques Noach, Het ongeloof. Sally Noach hielp honderden Joodse en niet-Joodse Nederlanders vluchten. Inclusief Het moest gedaan worden. Hilversum, Uitgeverij Verbum, 2022. ISBN 9789493028555 [10]